# Menthinae
Menthinae Endl., 1838 è una sottotribù di piante spermatofite dicotiledoni appartenenti alla famiglia delle Lamiaceae (ordine delle Lamiales).

## Etimologia
Il nome della sottotribù deriva dal suo genere tipo Mentha L., il cui nome a sua volta deriva dal nome latino (derivato in definitiva dal nome greco "Mintha") di una ninfa figlia del dio Cocito (una divinità dei fiumi) e amante di Dite (dio dell'Oltretomba). La mitologia narra che Persefone, gelosa di Minthe, la trasformò in una pianta.
Il nome scientifico della sottotribù è stato definito dal botanico, numismatico e orientalista austriaco Stephan Ladislaus Endlicher (Pressburg, 24 giugno 1804 – Vienna, 28 marzo 1849) nella pubblicazione "Genera plantarum secundum ordines naturales disposita (Endlicher) -  612. Aug 1838" del 1838.

## Descrizione

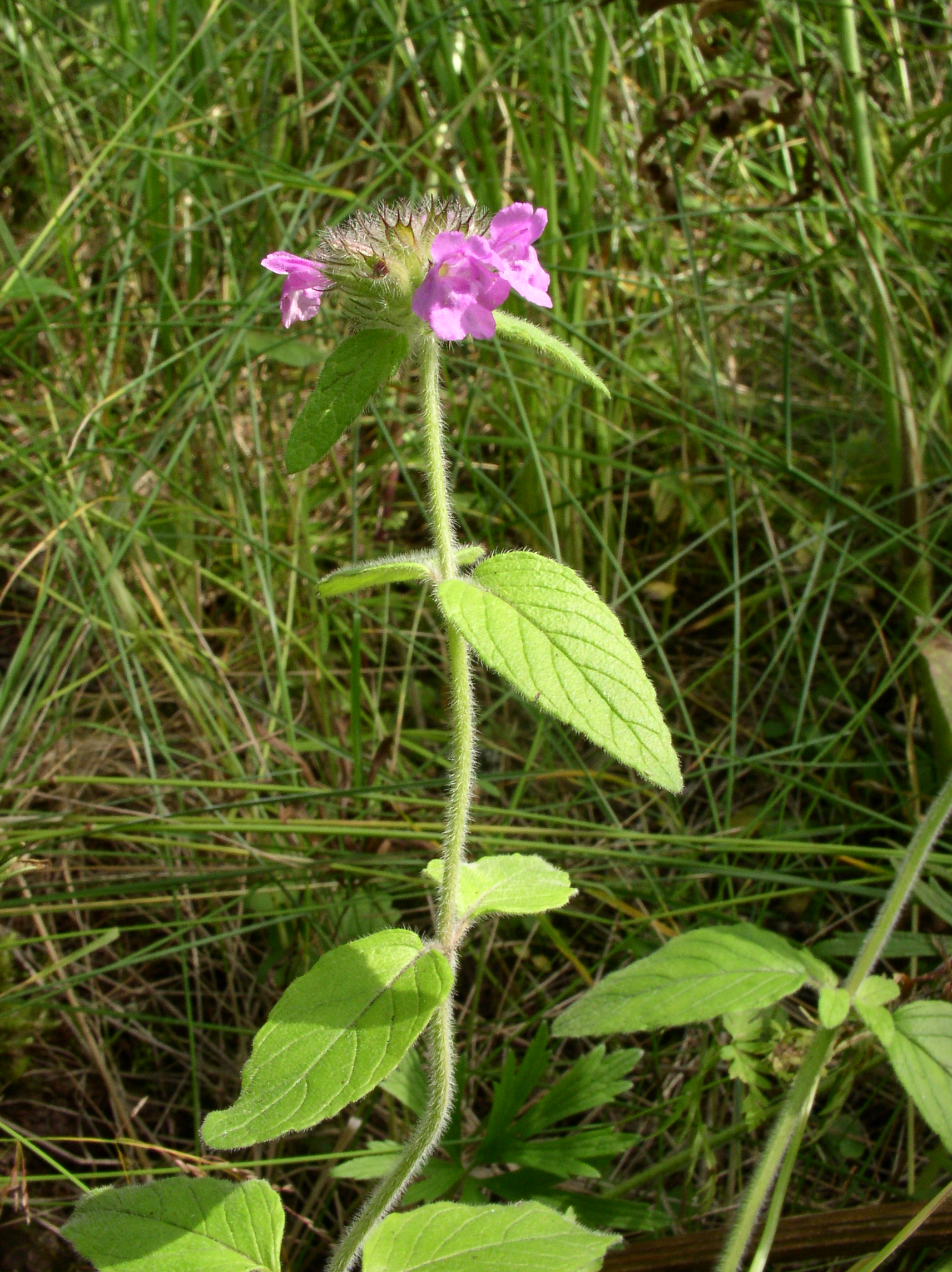
Il portamento
Clinopodium vulgare

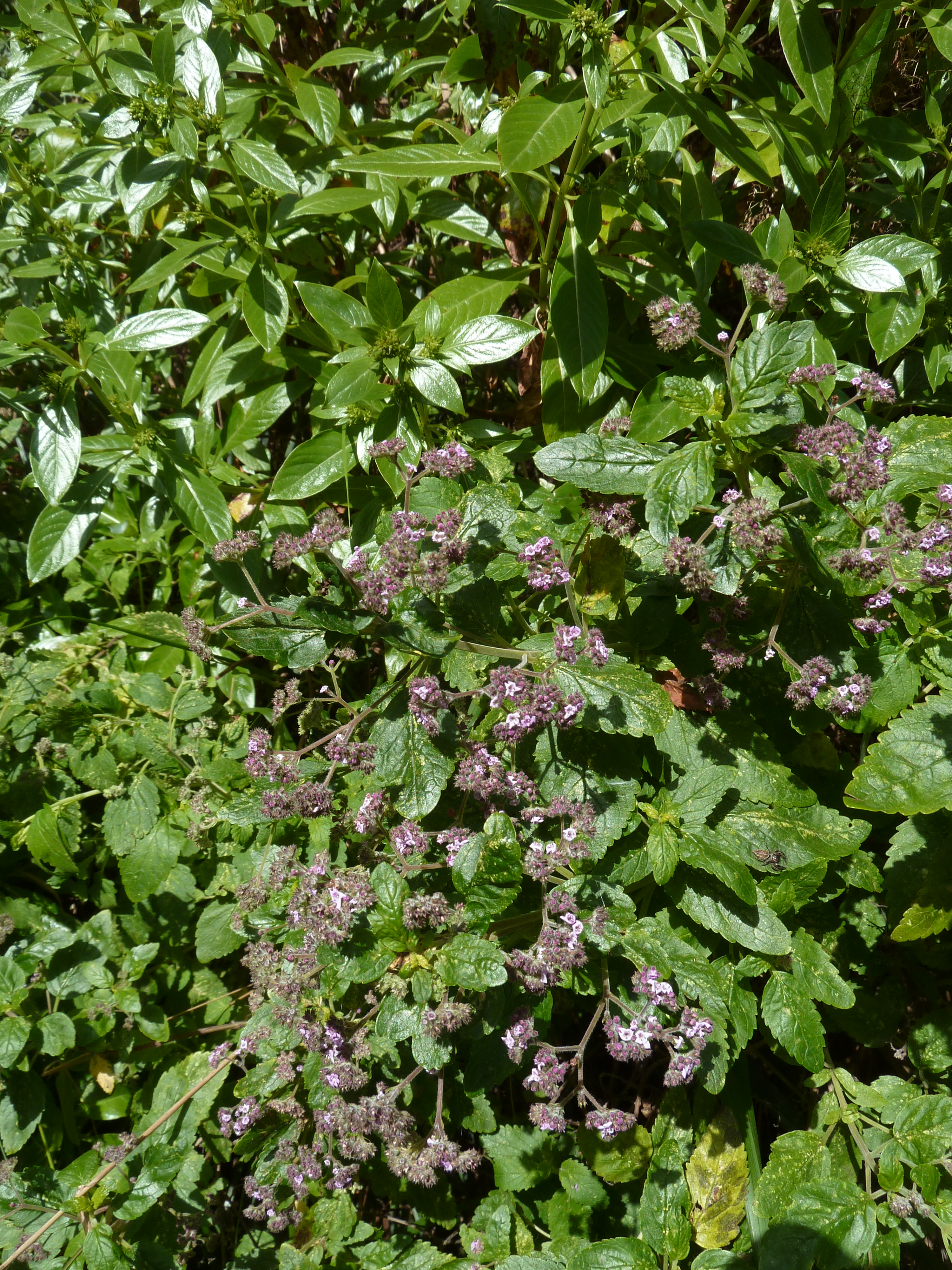
Le foglie
Bystropogon maderensis

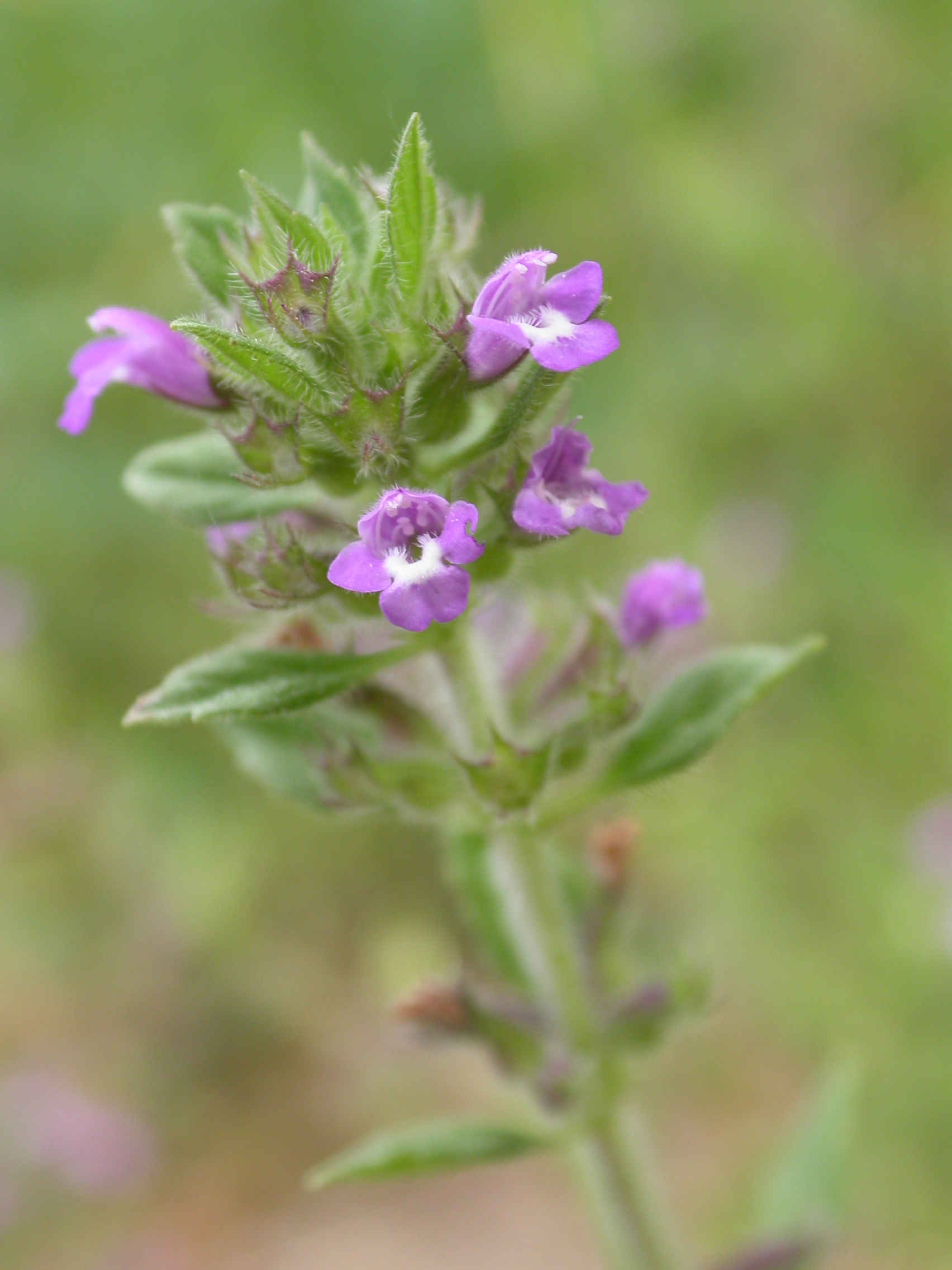
Infiorescenza
Clinopodium acinos

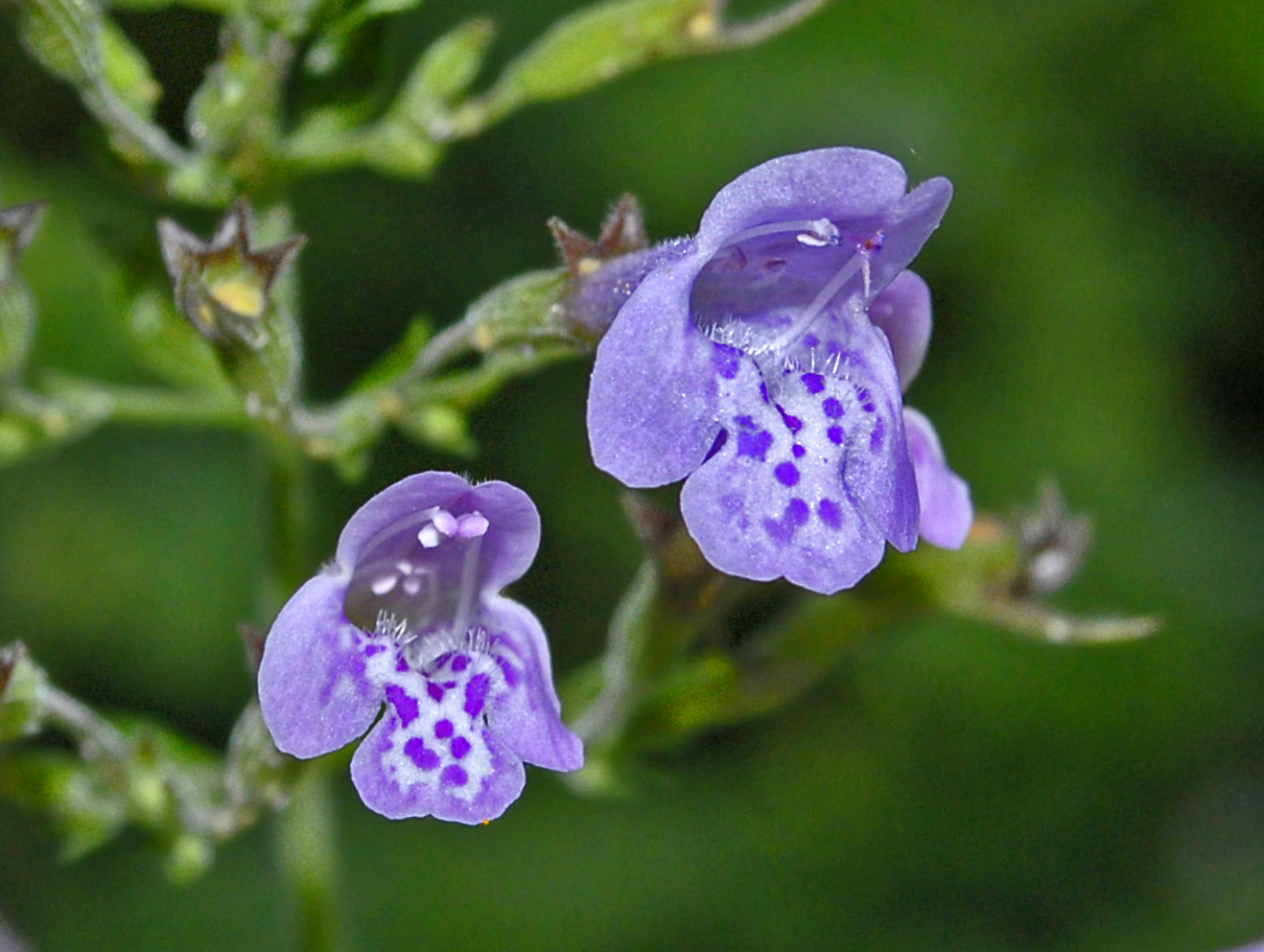
I fiori
Clinopodium menthifolium

- Le specie di questa sottotribù hanno un portamento erbaceo con cicli biologici sia annuali che perenni; sono presenti anche specie arbustive e piccoli alberi (Cuminia). I fusti sono semplici o ramificati con più infiorescenze per pianta. L'indumento è formato da peli semplici o raramente ramificati. Alcune specie sono fortemente aromatiche (Origanum). Sono presenti specie rizomatose, stolonifere (Blephilia), tuberose, ginodioiche, ginomonoiche e specie con fiori cleistogamici (Hedeoma). Alcune specie (Hoehnea, Thymus e Rhabdocaulon) hanno la sezione del fusto fortemente quadrangolare a causa della presenza di fasci di collenchima posti nei quattro vertici.[2][3][7][8][9][10]
- Le foglie lungo il fusto sono disposte in modo opposto (a due a due) e ogni verticillo è alternato rispetto al precedente; sono inoltre prive di stipole. La forma della lamina è varia: intera da ovata a lanceolata (fino a lineare) o ellittica o spatolata, oppure lobata (pennata); con margini continui, seghettati oppure dentati oppure revoluti; raramente la foglia è astata; può essere conduplicata (Satureja). Le foglie sono picciolate o subsessili o decisamente sessili; i piccioli non sono alati e la pagina fogliare può essere finemente rugosa e a volte punteggiata di ghiandole.
- Le infiorescenze sono peduncolate o subsessili, portate in vari verticilli ascellari sovrapposti lungo il fusto con ramificazioni di tipo dicasiale. Ogni verticillo è composto da diversi fiori sessili disposti circolarmente a corona; in altre specie le infiorescenze sono solamente terminali tirsoidi di tipo capitato o corimboso con pochi fiori (3 - 5); sono presenti anche infiorescenze con un solo fiore. In tutti i casi le infiorescenze sono poggianti su due brattee fogliose (o semplicemente delle foglie più piccole rispetto a quelle lungo il fusto). Le brattee hanno forme da ovate a lanceolate fino a pennatifide e possono essere anche spinose. Le bratteole sono assenti.
- I fiori sono ermafroditi, zigomorfi, tetrameri (4-ciclici), ossia con quattro verticilli (calice – corolla - androceo – gineceo) e pentameri (5-meri: la corolla e il calice sono a 5 parti). Sono inoltre omogami (autofecondanti).

- Formula fiorale. Per la famiglia di queste piante viene indicata la seguente formula fiorale:

X, K (5), [C (2+3), A 2+2] G (2), (supero), drupa, 4 nucule
- Calice: il calice è gamosepalo con base tubulosa (o cilindrica o campanulata) terminante con 4 - 5 lobi. I lobi possono formare due labbra con raggruppamento 3/2 (calice zigomorfo), oppure essere tutti più o meno uguali (calice attinomorfo); in alcune specie (Origanum) il calice può avere un solo lobo aperto su un lato. Spesso i lobi anteriori sono più lunghi di quelli posteriori. La superficie del calice è percorsa da 5 - 10 o più nervi (fino a 23 in Thymbra). I lobi hanno delle forme triangolari-lanceolate oppure dono subulati e possono terminare con delle spine; in alcuni casi la consistenza è carnosa. La gola del calice può essere sparsamente pubescente, oppure densamente pelosa in forma di anello oppure priva di peli. Il calice è persistente e a volte è ingrossato alla fruttificazione.

- Corolla: la corolla, gamopetala e zigomorfa, alla base ha la forma di un tubo sporgente dal calice, a volte ricurvo, e terminante in modo bilabiato con 4 (Mentha) o 5 lobi con raggruppamento 1/3 oppure 1-2/3; in alcune specie i lobi sono più o meno uguali (corolla attinomorfa) ed embricati. Il labbro posteriore (quello alto) in genere è intero, concavo o piatto e eretto; quello anteriore (quello basso) è ampio, più lungo e patente con il lobo centrale più grande dei due laterali (viceversa è più stretto in Blephilia). I bordi dei lobi possono essere interi, dentati o smarginati. In alcune specie (Cyclotrichium) la corolla è resupinata con struttura 3/1. I colori variano da rosso, purpureo, rosa, arancio a bianco, blu e lavanda (raramente giallo).

- Androceo: l'androceo possiede quattro stami divergenti didinami con i due anteriori più lunghi, oppure subuguali, oppure il paio posteriore è ridotto a staminoidi oppure sono assenti. In genere gli stami sporgono dal tubo corollino (non in tutte le specie). I filamenti sono adnati alla corolla (con inserzione basale o raramente mediana), sono glabri ed hanno un portamento diritto o arcuato-ascendente. Le antere hanno due teche con forme ellissoidi, o ampiamente ovoidi con appendici apicali, con portamento confluente, oppure da parallelo a divaricato (in Hesperozygis  sono ampiamente divaricate fino a 180°; mentre in Mentha sono oscillanti); lo strato connettivo è cospicuo; possono essere glabre o pelose. La deiscenza è longitudinale. I granuli pollinici sono del tipo tricolpato o esacolpato. Il disco nettario è intero, anche carnoso, o formato da 4 lobi subuguali ed è ricco di sostanze zuccherine; può essere colorato di rossastro o arancio.

- Gineceo: l'ovario è supero formato da due carpelli saldati (ovario bicarpellare) ed è 4-loculare per la presenza di falsi setti divisori all'interno dei due carpelli. L'ovario è glabro. La placentazione è assile. Gli ovuli sono 4 (uno per ogni presunto loculo), hanno un tegumento e sono tenuinucellati (con la nocella, stadio primordiale dell'ovulo, ridotta a poche cellule). Lo stilo inserito alla base dell'ovario (stilo ginobasico) è del tipo filiforme, glabro o peloso. Lo stigma è bifido con due lobi ineguali e subulati (quello posteriore in genere è più corto).

- Il frutto è uno schizocarpo composto da 1 - 4 nucule (talvolta ridotte a una per aborto delle altre) con forme globose, obovoido-oblunghe, a volte debolmente trigone, e superficie liscia (glabra o sparsamente pubescente) o alveolata o verrucosa e a volte a consistenza carnosa. La colorazione è marrone anche scuro. Spesso le nucule sono mucillaginose. I frutti in alcuni casi rilasciano i semi con facilità (sono fragili).

## Riproduzione
- Impollinazione: l'impollinazione avviene tramite insetti tipo ditteri e imenotteri (impollinazione entomogama).[10][12]
- Riproduzione: la fecondazione avviene fondamentalmente tramite l'impollinazione dei fiori (vedi sopra); i fiori sono proterandri (Mentha) per cui raramente avviene l'autoimpollinazione.[3]
- Dispersione: i semi cadendo a terra (dopo essere stati trasportati per alcuni metri dal vento – disseminazione anemocora) sono successivamente dispersi soprattutto da insetti tipo formiche (disseminazione mirmecoria).[13]  I semi hanno una appendice oleosa (elaisomi, sostanze ricche di grassi, proteine e zuccheri) che attrae le formiche durante i loro spostamenti alla ricerca di cibo.[14]

## Distribuzione e habitat
La sottotribù è fondamentalmente cosmopolita per l'emisfero settentrionale. L'habitat è vario dato il gran numero di generi sparsi sui quattro continenti principali; prevalgono comunque gli habitat temperati sia secchi che umidi.

## Tassonomia
La famiglia di appartenenza della tribù (Lamiaceae), molto numerosa con circa 250 generi e quasi 7000 specie, ha il principale centro di differenziazione nel bacino del Mediterraneo e sono piante per lo più xerofile (in Brasile sono presenti anche specie arboree). Per la presenza di sostanze aromatiche, molte specie di questa famiglia sono usate in cucina come condimento, in profumeria, liquoreria e farmacia. La famiglia è suddivisa in 7 sottofamiglie; la sottotribù Menthinae appartiene alla sottofamiglia Nepetoideae (tribù Mentheae).

### Filogenesi

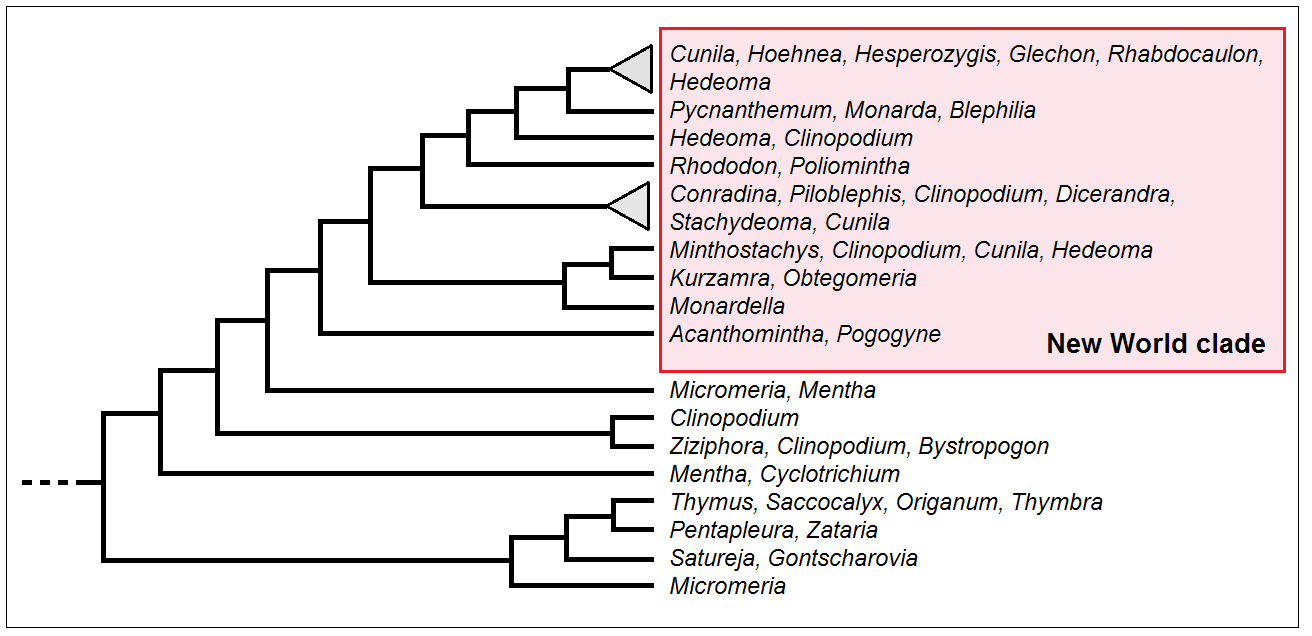
Cladogramma della sottotribù

All'interno della tribù Mentheae la sottotribù di questa voce è "gruppo fratello" della sottotribù Nepetinae, ed entrambe rappresentano il "core" della tribù. La parte più recente della sottotribù è rappresentata dal "New World Clade" che comprende ovviamente tutte le specie americane; mentre i gruppi basali sono relativi al "Old World" tra i quali sono presenti i generi Micromeria, Satureja, Origanum, Thymus, Mentha e Clinopodium.
La circoscrizione della sottotribù e i limiti dei suoi cladi non sono ancora chiari del tutto. I generi più numerosi sono poco studiati:  Clinopodium non è monofiletico e così pure il genere Micromeria che ha bisogno di ulteriori approfondimenti. Anche il genere Mentha ha bisogno di migliorare il campionamento per valutare meglio i limiti generici. La ventina è più di generi inclusi nel clade del Nuovo Mondo, mescolati al genere polifiletico Clinopodium, dimostra quanto innaturale risulta l'attuale circoscrizione della sottotribù.
Da un punto di vista evolutivo tutti i generi della sottotribù hanno avuto una origine mediterranea e poi, più volte, si sono dispersi nel Nuovo Mondo. Un possibile antenato di tutto il gruppo può essere esistito nel Miocene più antico (circa 20/23 milioni di anni fa). La dispersione nel Nuovo Mondo potrebbe essere avvenuta nel recente Miocene (circa 5/7 milioni di anni fa) e soprattutto in riferimento al Sud America nel Pliocene (circa 2/5 milioni di anni fa). La transizione da quattro stami a due stami caratteristica della sottotribù si è verificata almeno due volte in tempi diversi.
Il cladogramma a lato, tratto dallo studio citato e semplificato, mostra la struttura interna attuale (2016) della sottotribù.

### Composizione della sottotribù
La sottotribù attualmente è formata da 38 generi e circa 870 specie:
| Genere                                          | Numero specie                                                          | Numero Cromosomico            | Distribuzione                               | Habitat tipico                                                  |
| ----------------------------------------------- | ---------------------------------------------------------------------- | ----------------------------- | ------------------------------------------- | --------------------------------------------------------------- |
| Acanthomintha (A. Gray) Benth. & Hook. f., 1876 | 3                                                                      | 2n = 19                       | Da USA (California) fino al Messico         | Aree aperte su rocce e terreni argillosi                        |
| Blephilia Raph., 1819                           | 3                                                                      |                               | Nord America (orientale)                    |                                                                 |
| Bystropogon L'Her., 1788                        | 7 - 10                                                                 | 2n = 42 e 48                  | Endemismo delle Isole Canarie e Madeira     | Pendii montani e radure                                         |
| Clinopodium (1) L., 1753                        | oltre 140                                                              | 2n = 10 - 72                  | America e Eurasia (poche in Africa)         | Habitat da temperati a tropicali                                |
| Conradina A. Gray, 1870                         | 6                                                                      | 2n = 24                       | USA (sud-orientale)                         | Terreni sabbiosi                                                |
| Cuminia Colla,1986                              | Una specie: Cuminia erientha (Benth) Benth.                            | 2n = 44 e 46                  | Cile (Isole Juan Fernández)                 |                                                                 |
| Cunila D. Royen ex L., 1759                     | Circa 15                                                               | 2n = 28                       | America (dal Nord al Sud)                   |                                                                 |
| Cyclotrichium (Boiss.) Manden. & Scheng., 1953  | Circa 6                                                                |                               | Asia (sud-occidentale)                      |                                                                 |
| Dicerandra Benth., 1830                         | 8-9                                                                    | 2n = 32 e 48                  | USA (sud-orientale)                         | Boschi di querce e pini                                         |
| Eriothymus (Benth.) Schmidt, 1858               | Una specie: Eriothymus rubiaceus (Benth.) Schmidt                      |                               | Brasile (meridionale)                       | (Forse esitinta)                                                |
| Euhesperida (2) Brullo & Furnari, 1979          | 1                                                                      |                               | Libia e Cirenaica                           |                                                                 |
| Glechon Spreng., 1827                           | Circa 6                                                                |                               | America del Sud (dal Brasile all'Argentina) | Zone umide aperte                                               |
| Gontscharovia Boriss., 1953                     | Una specie: Gontscharovia popovii (Fedsch. & Gontsch.) Boriss.         |                               | Asia centrale                               | Pendii calcari secchi                                           |
| Hedeoma Pers., 1807                             | Circa 38                                                               | 2n = 34, 36, 44, 72, 76 e 144 | America (dal Canada all'Argentina)          | Zone montane aperte e habitat xerofili                          |
| Hesperozygis Epling, 1936                       | Circa 8                                                                | 2n = 44                       | Dal Messico al Brasile                      |                                                                 |
| Hoehnea Epling, 1939                            | Circa 4                                                                |                               | Brasile e Paraguay                          | Terreni paludosi                                                |
| Kurzamra Kuntze, 1891                           | Una specie: Kurzamra pulchella (Clos) Kuntze                           |                               | Cile e Argentina                            |                                                                 |
| Mentha L., 1753                                 | Circa 25                                                               | 2n = 18-132                   | Eurasia temperata                           | Zone temperate umide                                            |
| Micromeria Benth., 1829                         | Circa 90                                                               | 2n = 20, 22, 30, 50 e 60      | Eurasia e Africa                            |                                                                 |
| Minthostachys (Benth.) Spach, 1840              | Circa 12                                                               | 2n = 46                       | Ande (dal Venezuela all'Argentina)          | Zone montane                                                    |
| Monarda L., 1753                                | Circa 20                                                               | 2n = 18, 22, 36               | Dal Canada al Messico                       | Alcune specie sono coltivate                                    |
| Monardella Benth., 1834                         | Circa 20                                                               | 2n = 42                       | Dagli USA al Messico                        | Aree rocciose e sabbiose dei deserti                            |
| Obtegomeria P.D. Cantino & Doroszenko, 1998     | Una specie: Obtegomeria carulescens (Benth.) P.D. Cantino & Doroszenko |                               | Colombia                                    |                                                                 |
| Origanum L., 1753                               | Circa 36                                                               | 2n = 30                       | Eurasia (soprattutto Mediterraneo)          | Zone più o meno temperate dell'Europa e dell'Asia               |
| Pentapleura Hand.-Mazz., 1913                   | Una specie: Pentapleura subulifera Hand.-Mazz.                         |                               | Kurdistan                                   | Pendii calcari secchi a quote variabili tra 400 e 1000 m s.l.m. |
| Piloblephis Raf., 1838                          | Una specie: Piloblephis rigida (Bentham) Raf.                          |                               | USA (Florida e Georgia)                     | Boschi di pino e querce con terreni secchi                      |
| Pogogyne Benth., 1834                           | 6                                                                      | 2n = 38                       | USA                                         | Aree aperte stagionalmente allagate                             |
| Poliomintha A. Gray, 1870                       | 7                                                                      | 2n = 36                       | USA, Messico e Haiti                        | Zone di pianura o submontane spesso xerofite                    |
| Pycnanthemum Michx., 1803                       | 17 - 21                                                                | 2n = 36-120                   | Nord America                                | Aree disturbate, schiarite naturali e bordi delle foreste       |
| Rhabdocaulon (Benth.) Epling, 1936              | 7                                                                      |                               | Sud America tropicale                       | Savane e aree simili                                            |
| Rhododon Epling, 1939                           | Una specie: Rhododon ciliatus (Benth.) Epling                          | 2n = 26                       | Texas                                       | Aree sabbiose                                                   |
| Saccocalyx Coss. & Durieu, 1853                 | Una specie: Saccocalyx satureioides Coss. & Durieu                     |                               | Algeria                                     | Margini sabbiosi dei laghi salati del deserto                   |
| Satureja L., 1753                               | 30 - 40                                                                | 2n = 30                       | Regione del Mediterraneo e Asia occidentale | Zone temperate calde                                            |
| Stachydeoma Small, 1903                         | Una specie: Stachydeoma graveolens (A. Gray) Small                     | 2n = 18                       | Florida                                     |                                                                 |
| Thymbra L., 1753                                | 4                                                                      | 2n = 30                       | Regione del Mediterraneo, Anatolia e Iraq   |                                                                 |
| Thymus L., 1753                                 | Circa 350                                                              | 2n = 24-90                    | Eurasia temperata                           | Temperato                                                       |
| Zataria Boiss., 1884                            | Una specie: Zataria multiflora Boiss.                                  |                               | Iran, Afghanistan e Pakistan                | Aree rocciose spesso vicino a torrenti stagionali               |
| Ziziphora L., 1753                              | Circa 25                                                               | 2n = 12, 16, 18, 24, 32 e 36  | Dal Mediterraneo all'Asia centrale          | Aree montagnose con habitat xerofili                            |

(1) Inclusi i generi Acinos Mill. e Calamintha Mill.

(2) Per alcune checklist è sinonimo del genere Satureja

### Generi e specie della flora europea
In Europa (in Italia e nell'areale del Mediterraneo) sono presenti i seguenti generi e specie:
| Genere         | Specie dell'areale Euro-Mediterraneo | Specie presenti in Italia                                                                                           |
| -------------- | ------------------------------------ | --- |
| Bystropogon    | 7                                    | |
| Clinopodium(1) | Circa 40                             | 11 (tra cui Clinopodium acinos Clinopodium alpinum Clinopodium grandiflorum Clinopodium nepeta Clinopodium vulgare) |
| Mentha         | 10                                   | 9 (tra cui Mentha arvensis Mentha aquatica Mentha longifolia)                                                       |
| Micromeria     | Circa 55                             | 11 (tra cui Micromeria graeca Micromeria juliana)                                                                   |
| Origanum       | Circa 30                             | 3 (tra cui Origanum majorana Origanum vulgare)                                                                      |
| Satureja       | Circa 35                             | 5 (tra cui Satureja montana Satureja subspicata)                                                                    |
| Thymbra        | 4                                    | Thymbra capitata |
| Thymus         | Circa 200                            | 15 (tra cui Thymus praecox Thymus pulegioides Thymus vulgaris)                                                      |
| Ziziphora      | 10                                   | Ziziphora capitata                                                                                                  |

(1) Inclusi i generi Acinos Mill. e Calamintha Mill.

## Alcune specie

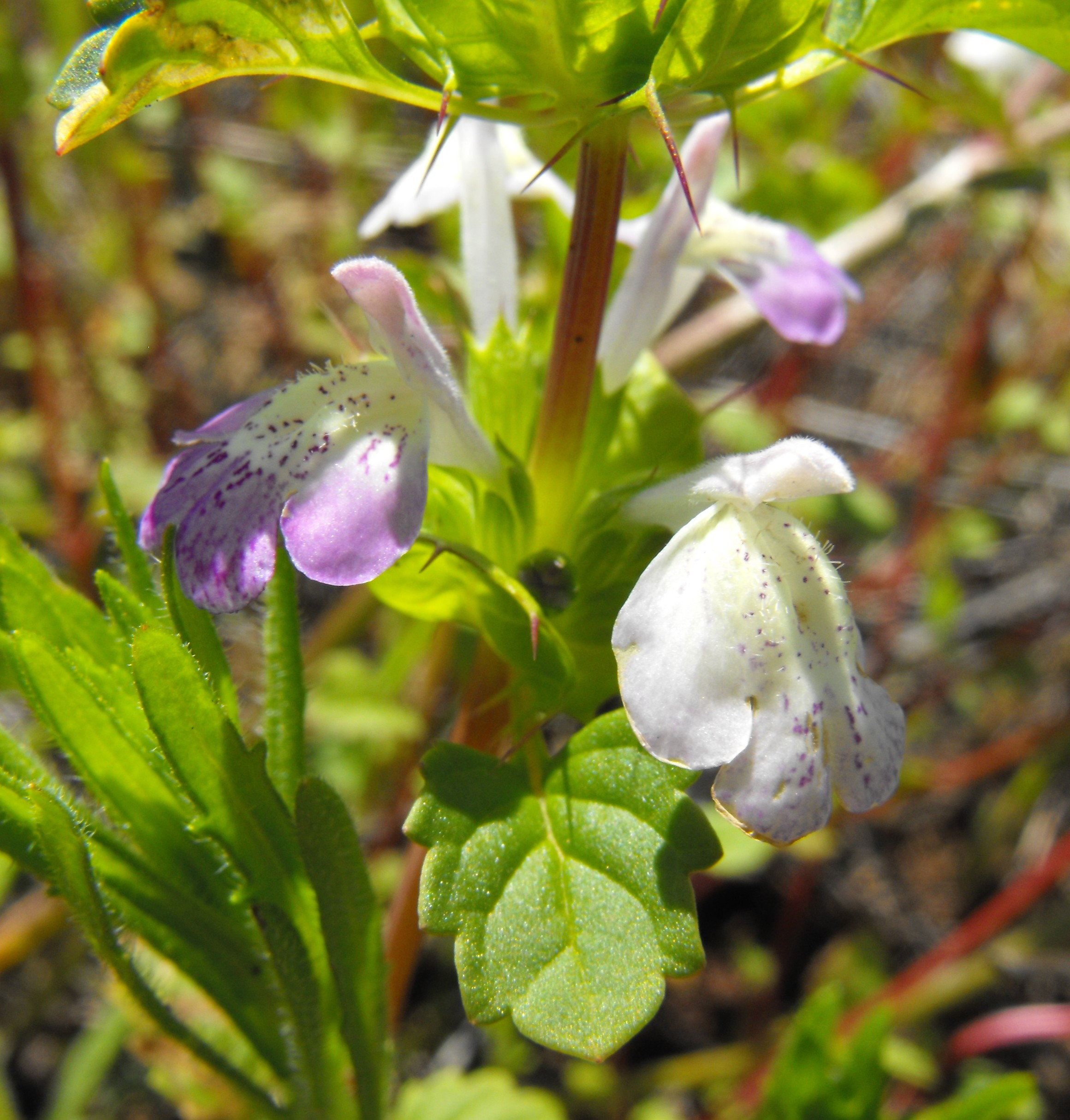
Acanthomintha ilicifolia
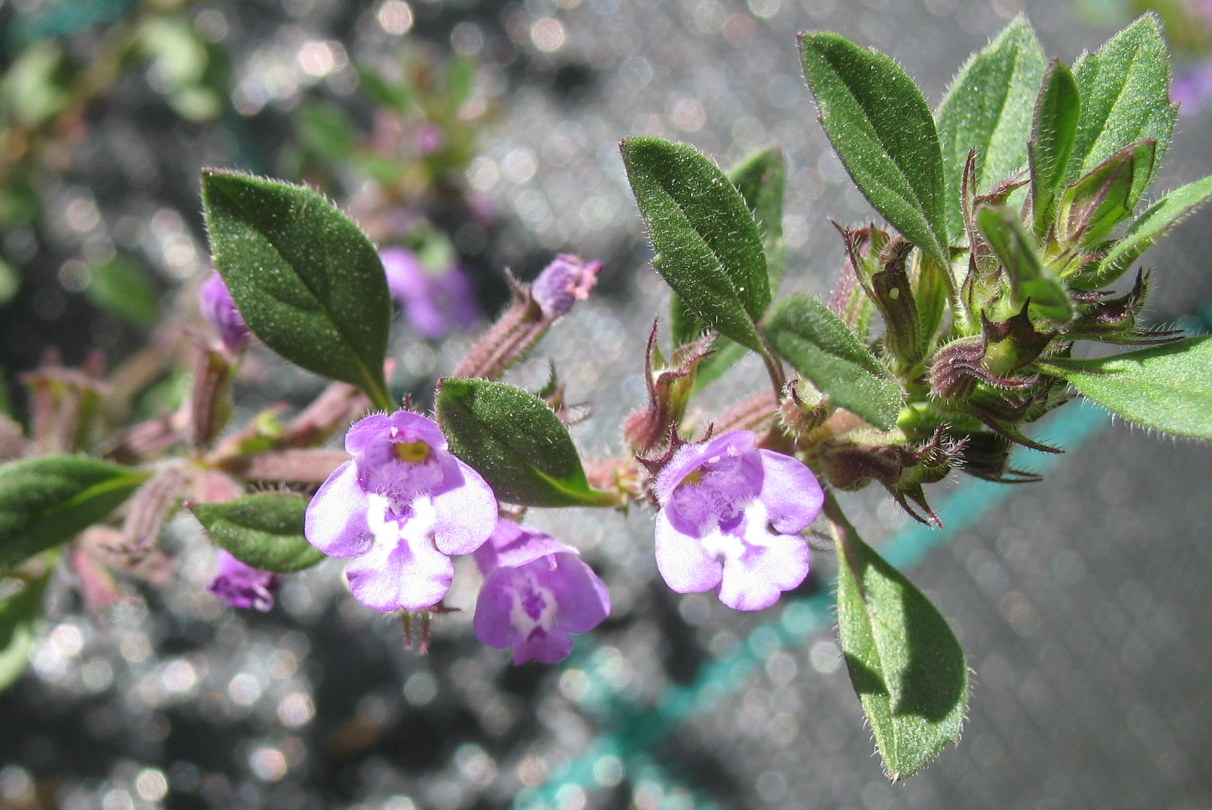
Clinopodium acinos
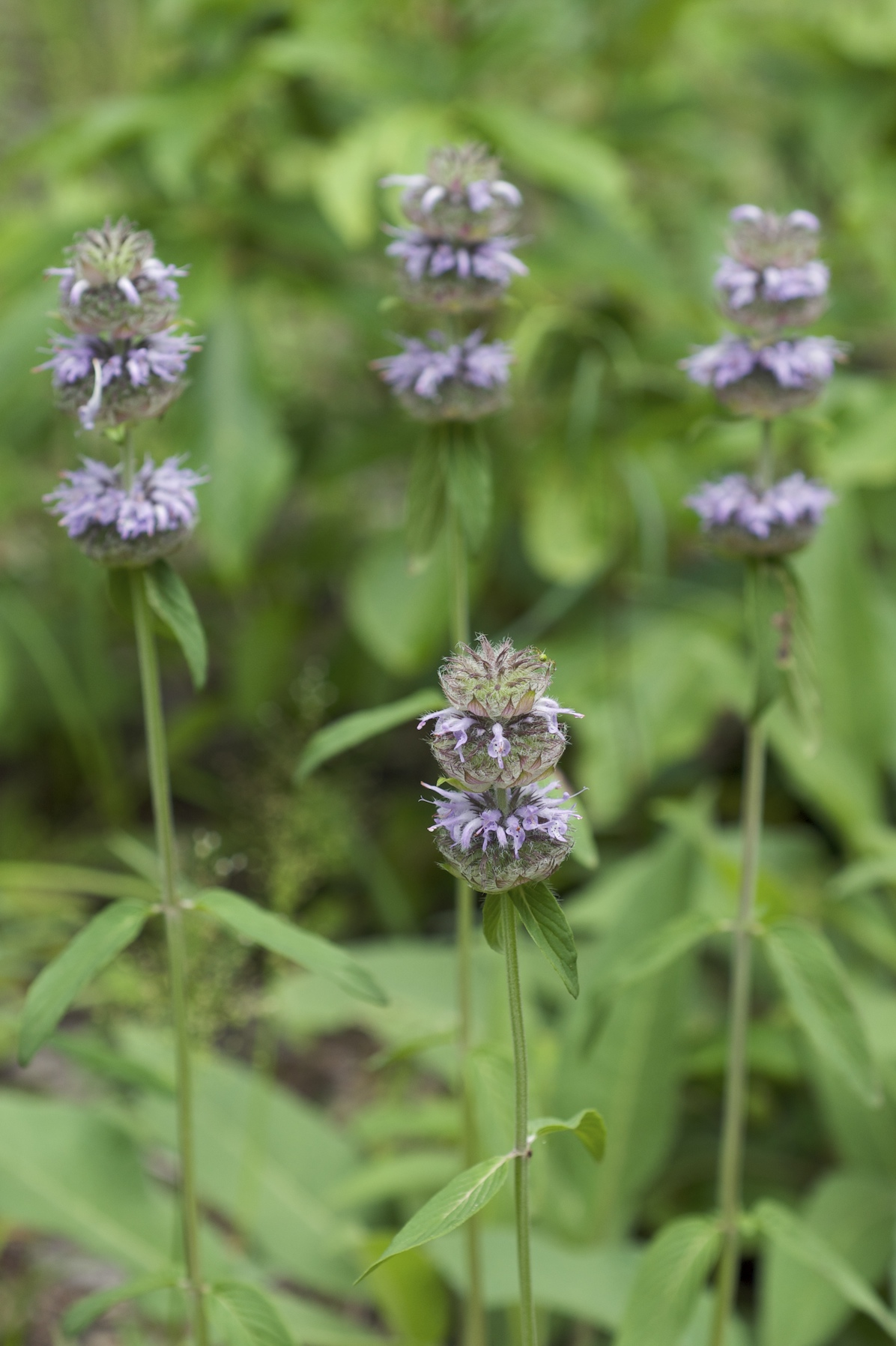
Blephilia ciliata
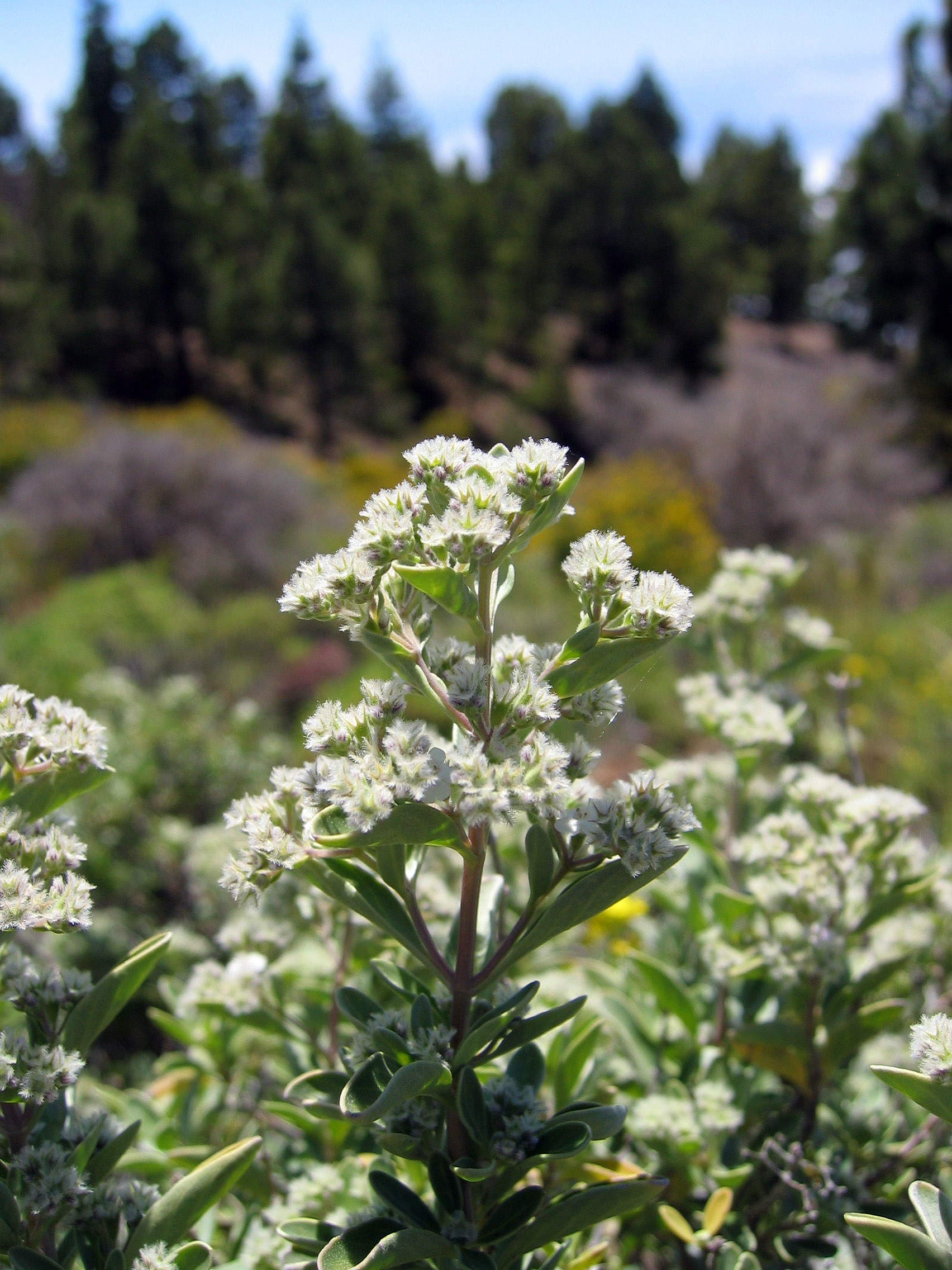
Bystropogon origanifolius
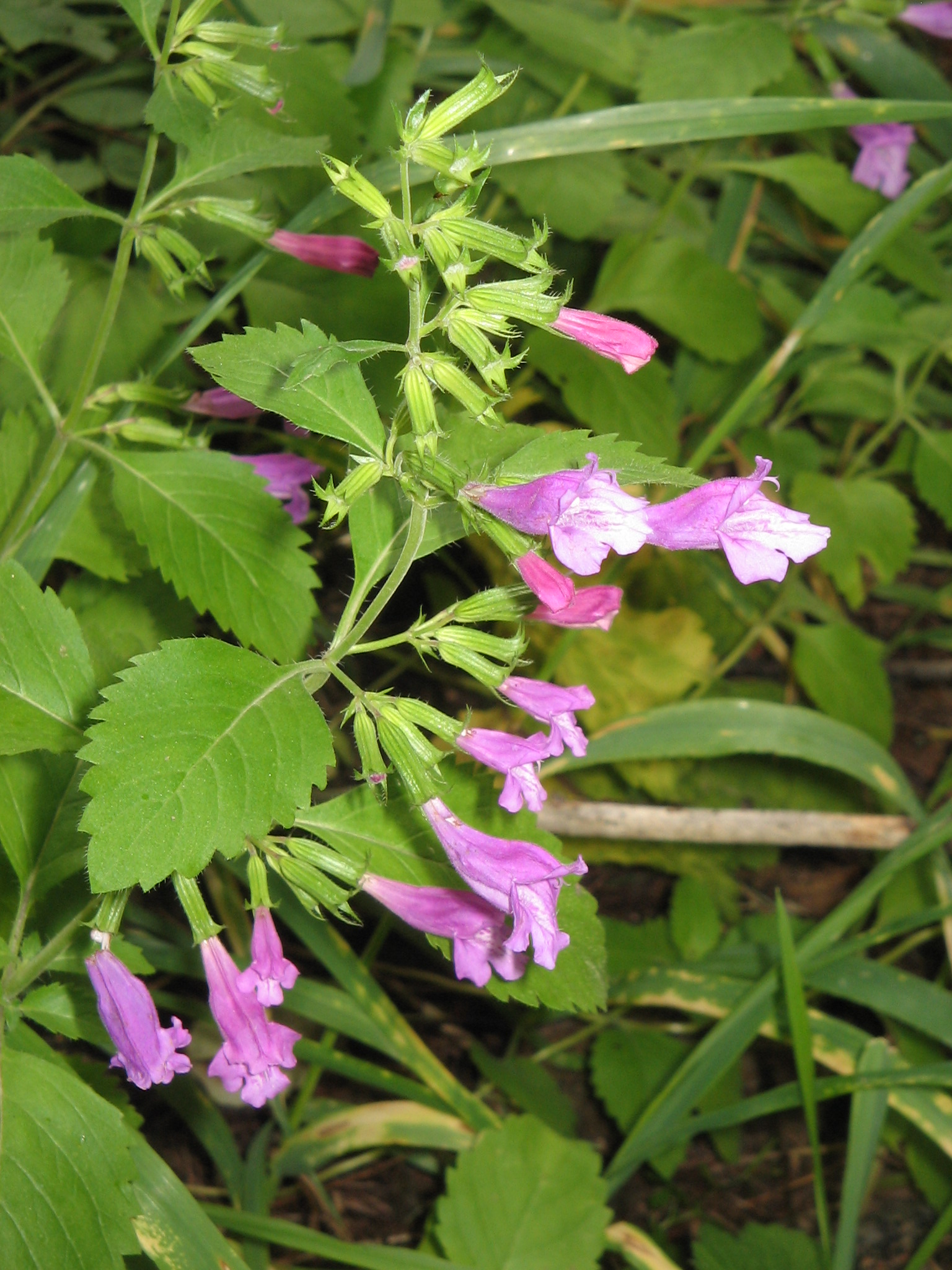
Clinopodium grandiflorum
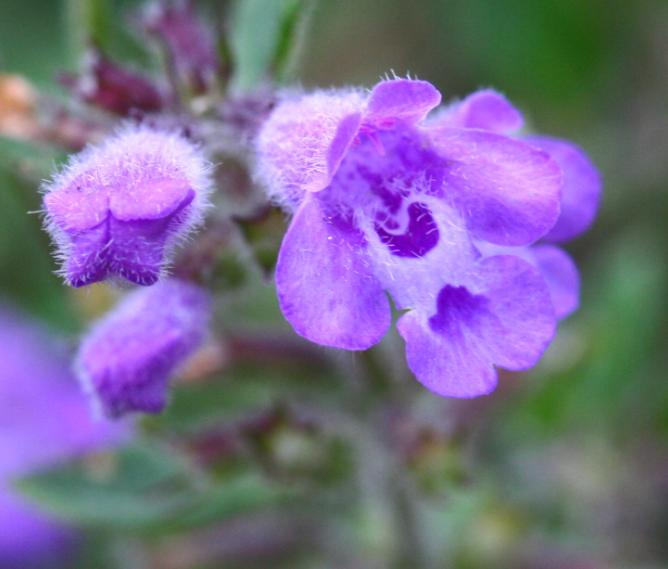
Clinopodium alpinum
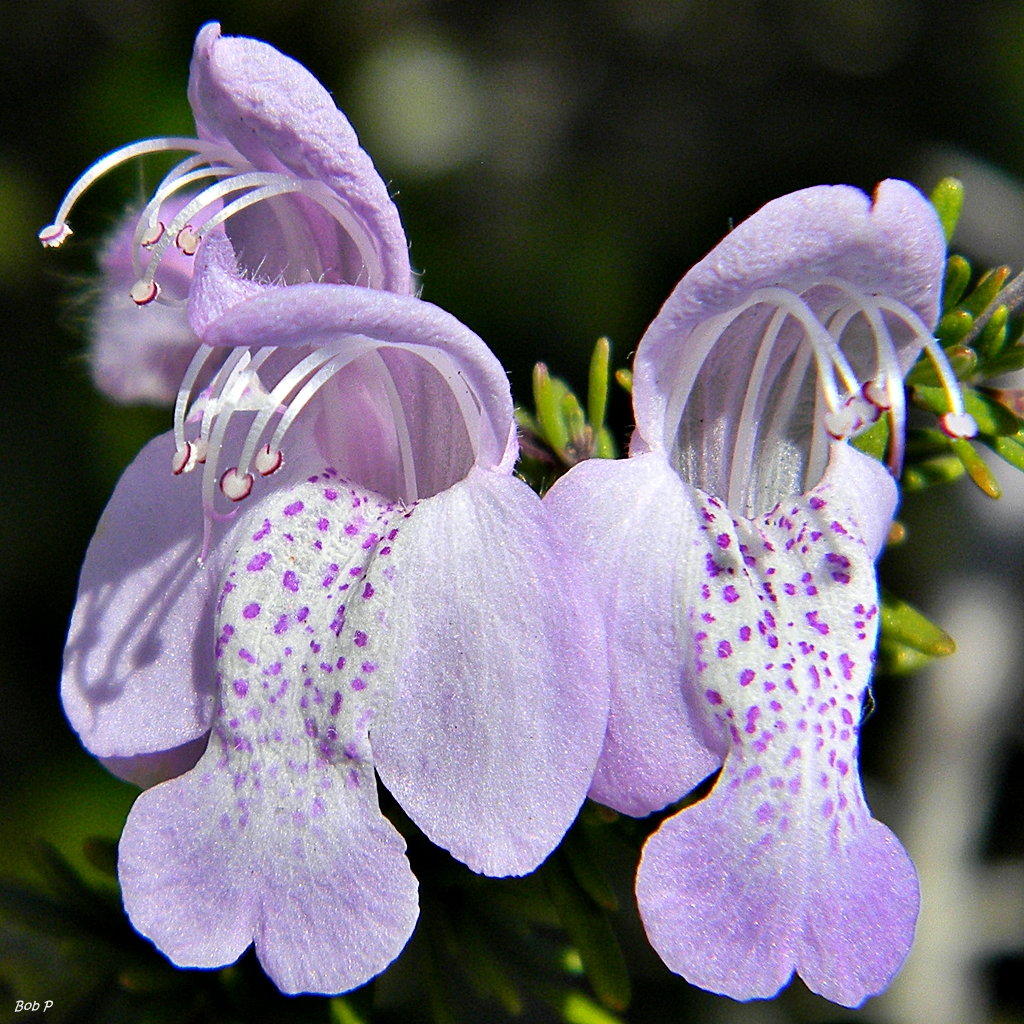
Conradina grandiflora
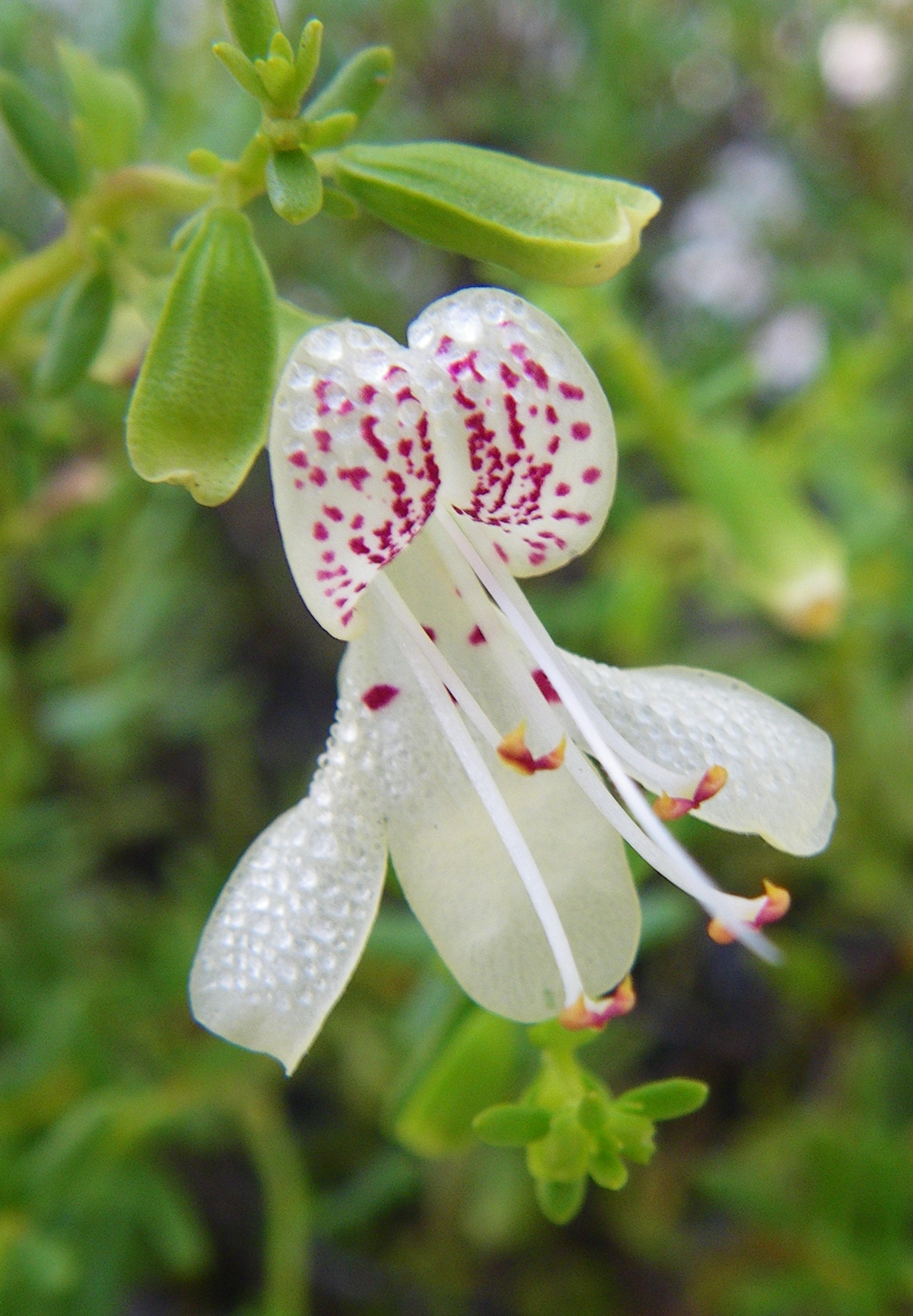
Dicerandra christmanii
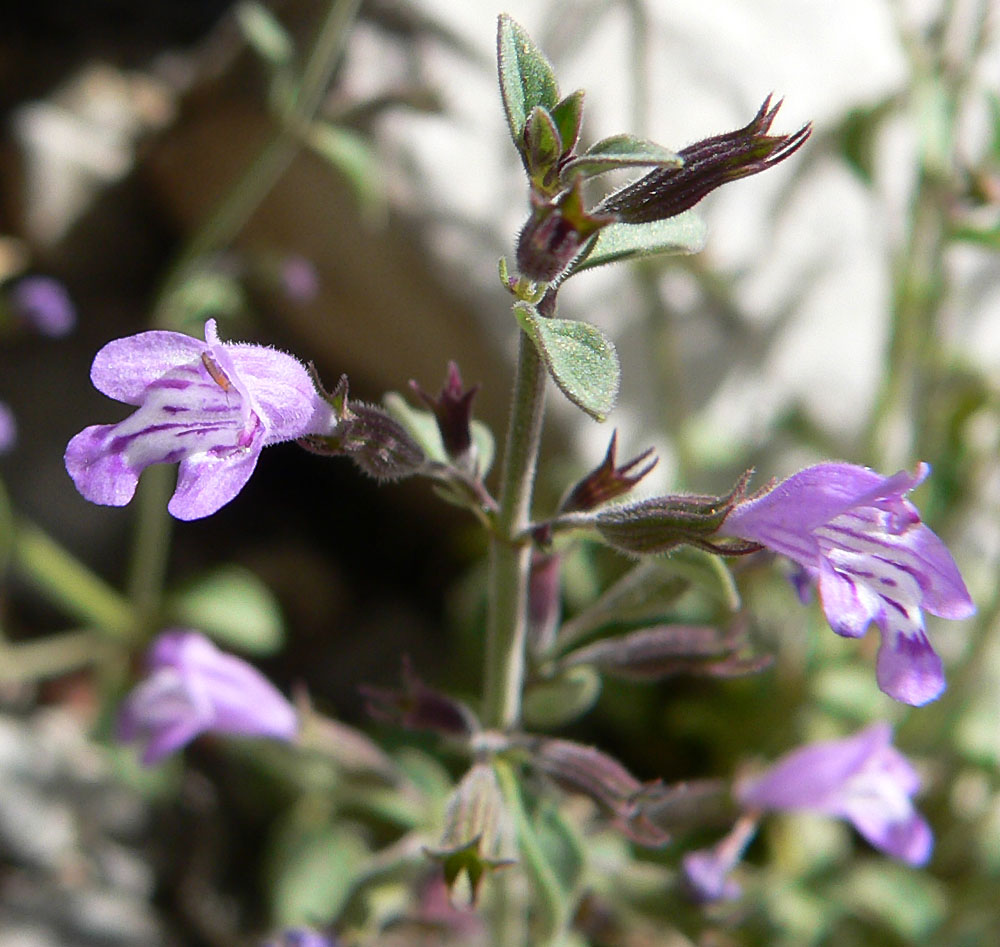
Hedeoma nana
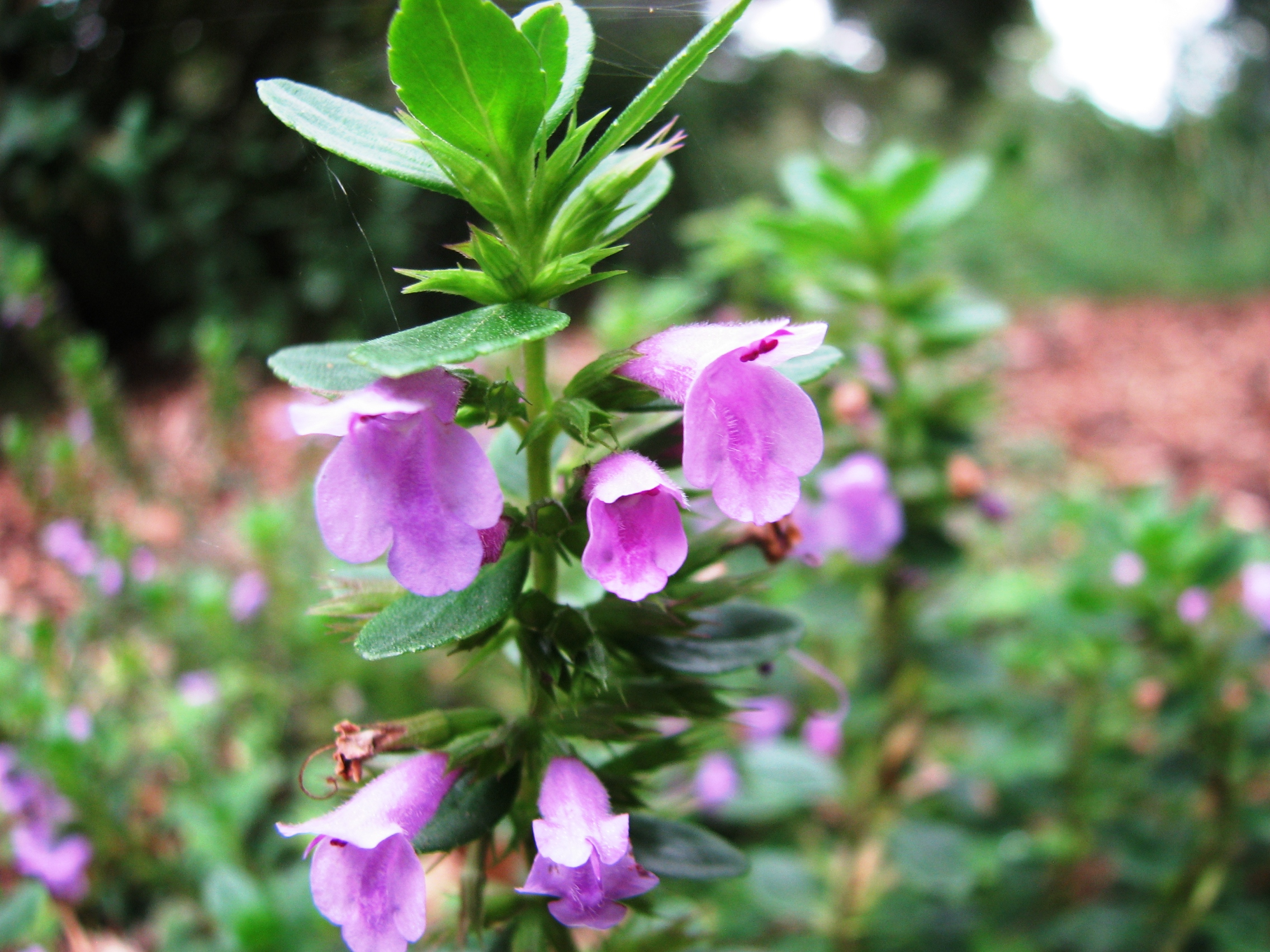
Hesperozygis dimidiata
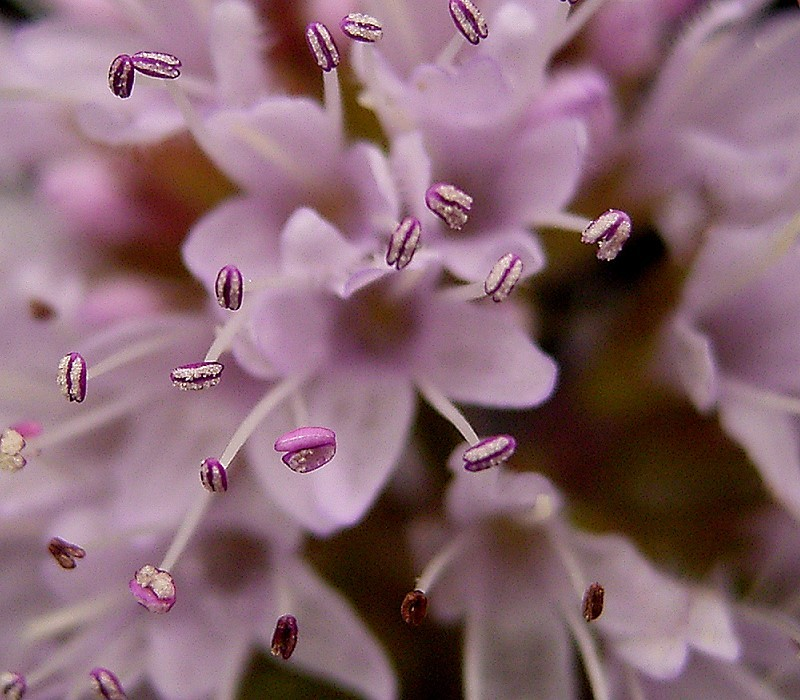
Mentha aquatica
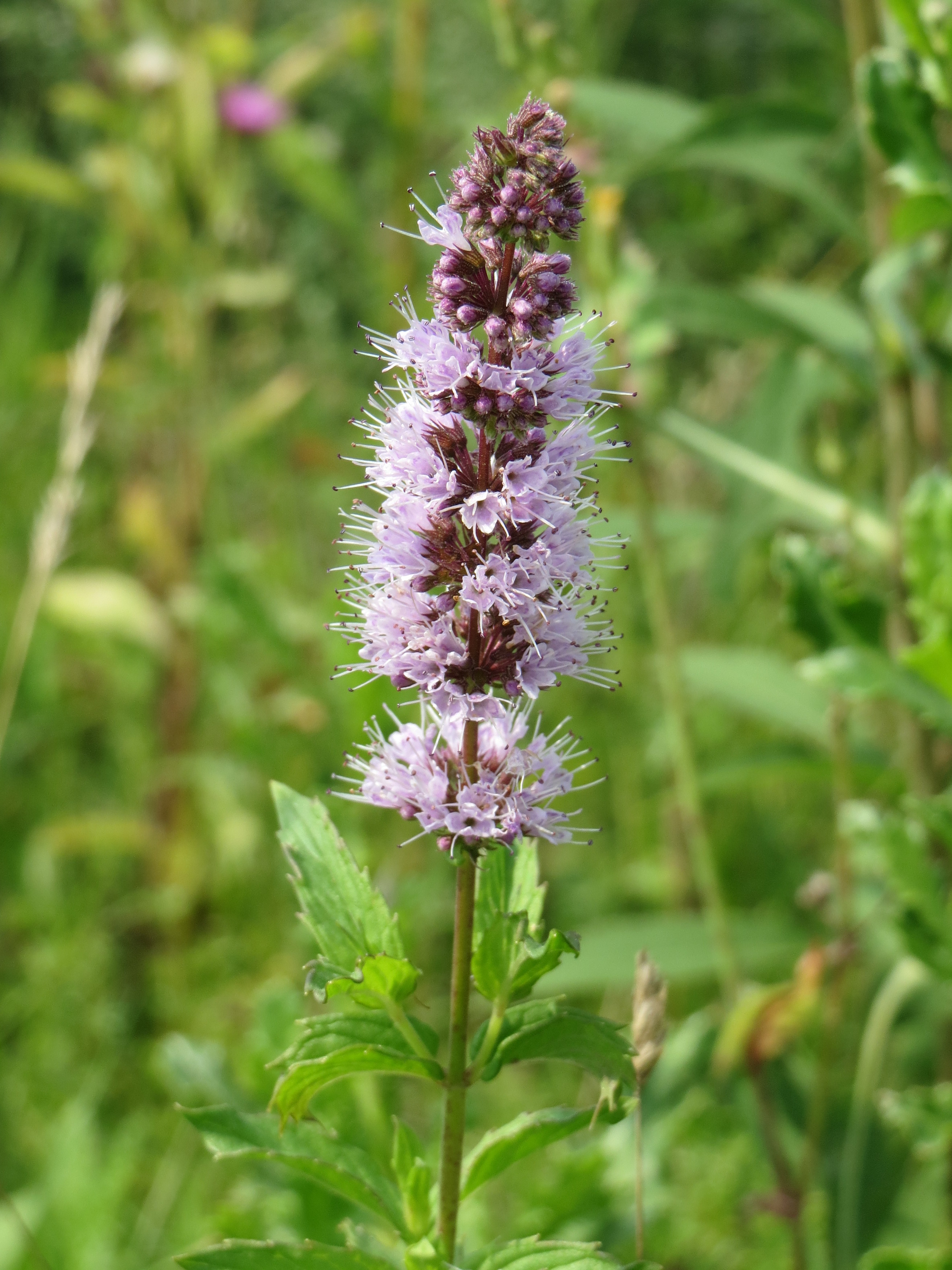
Mentha spicata
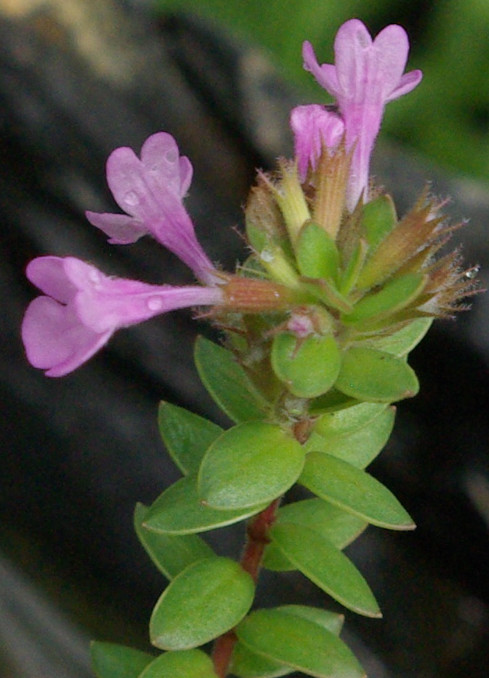
Micromeria glomerata
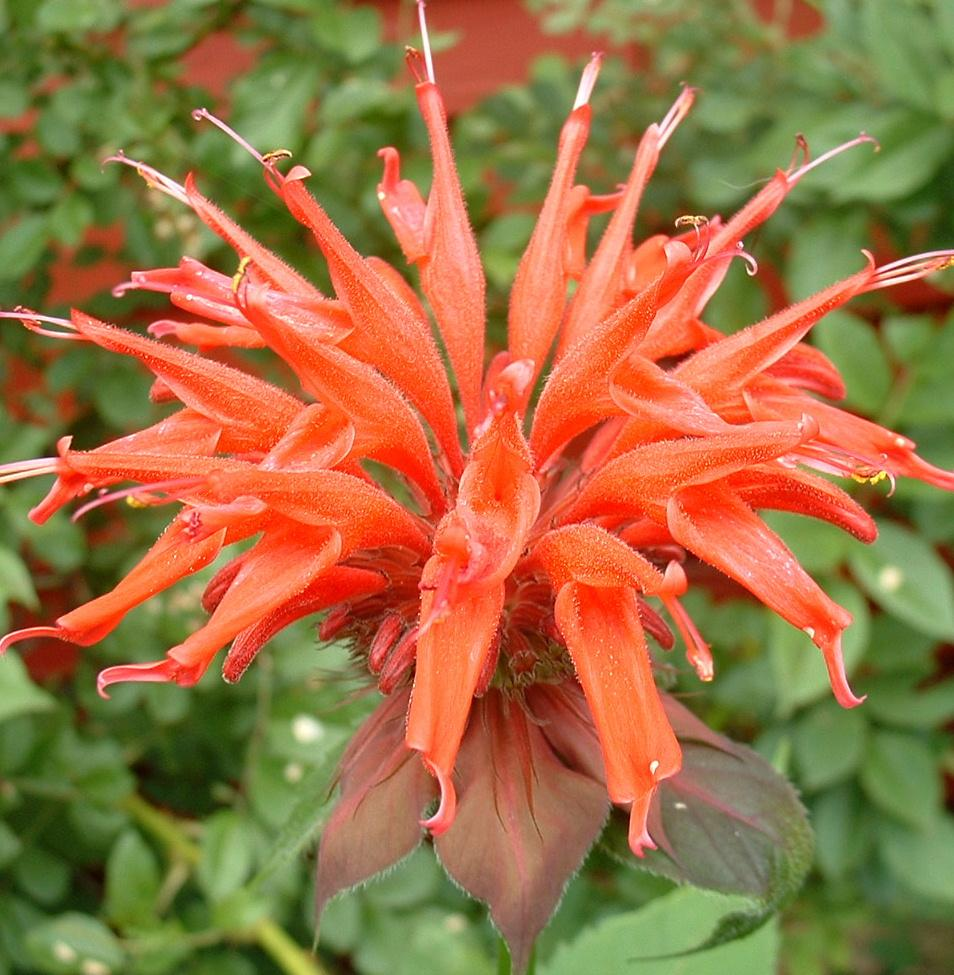
Monarda didyma
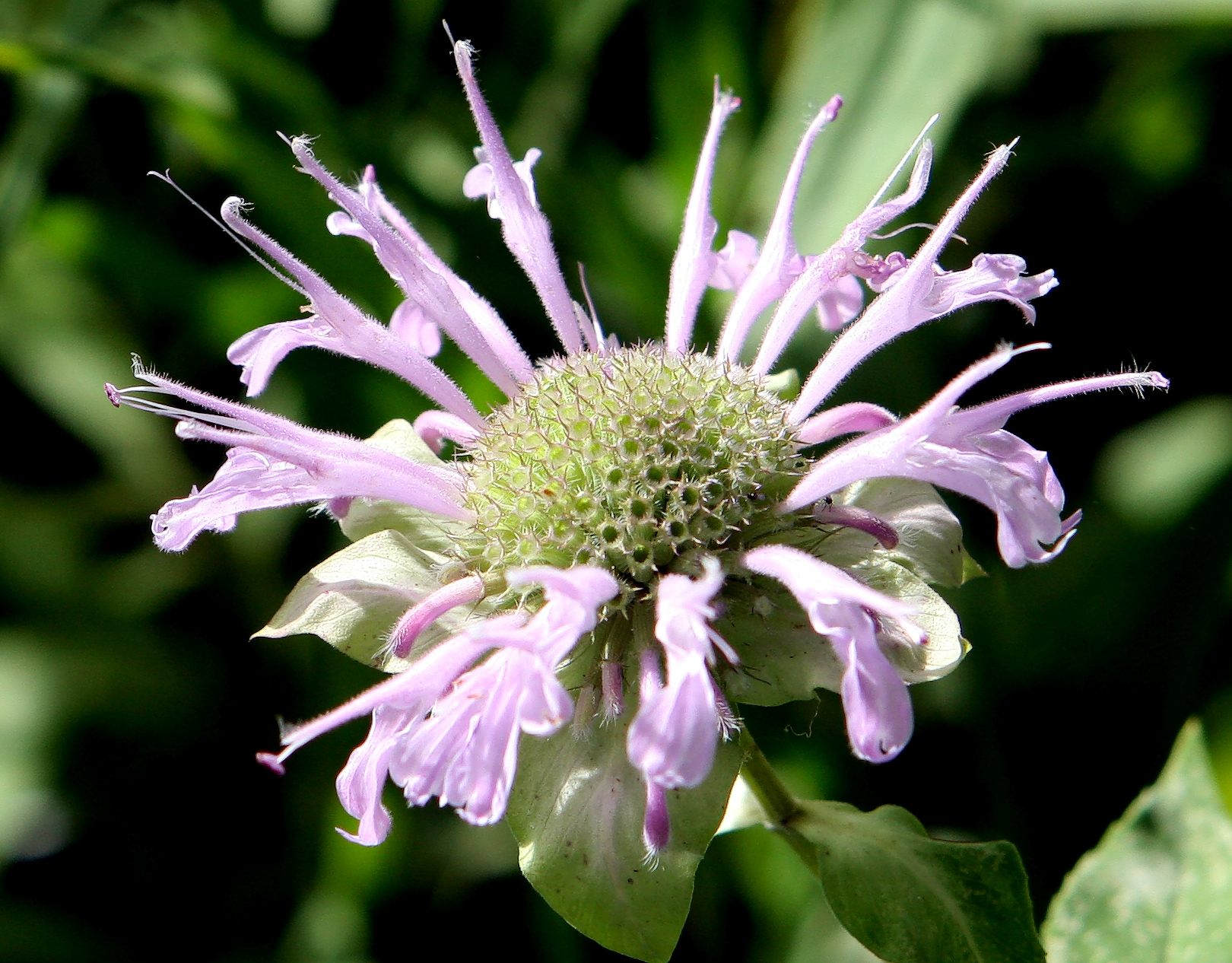
Monarda fistulosa
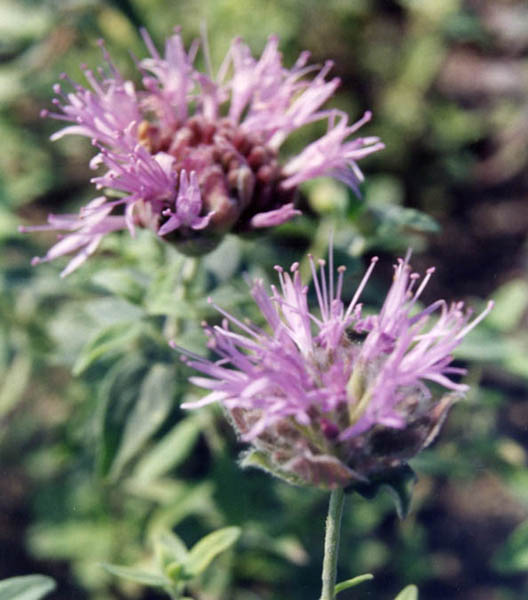
Monardella odoratissima
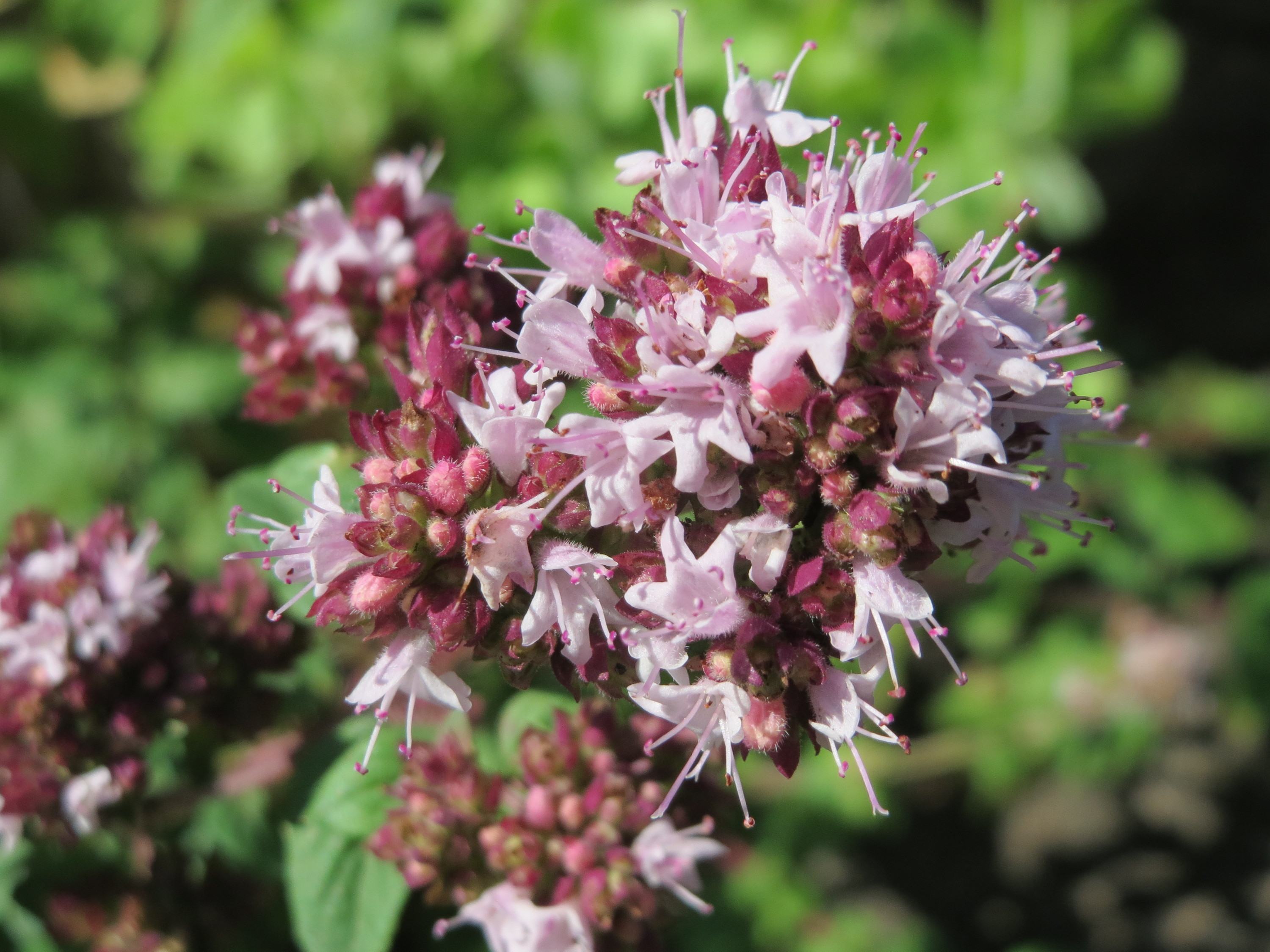
Origanum vulgare
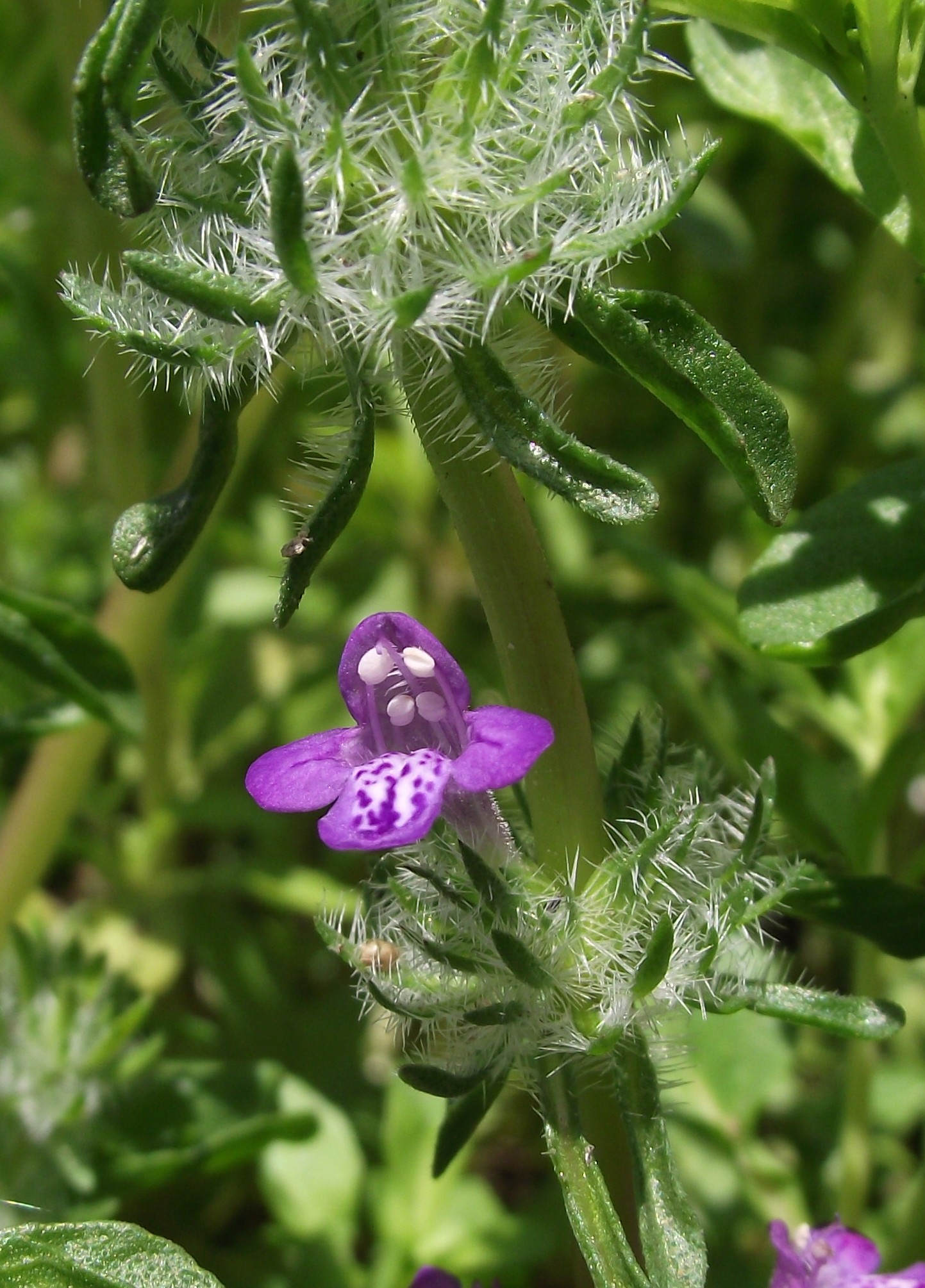
Pogogyne douglasii
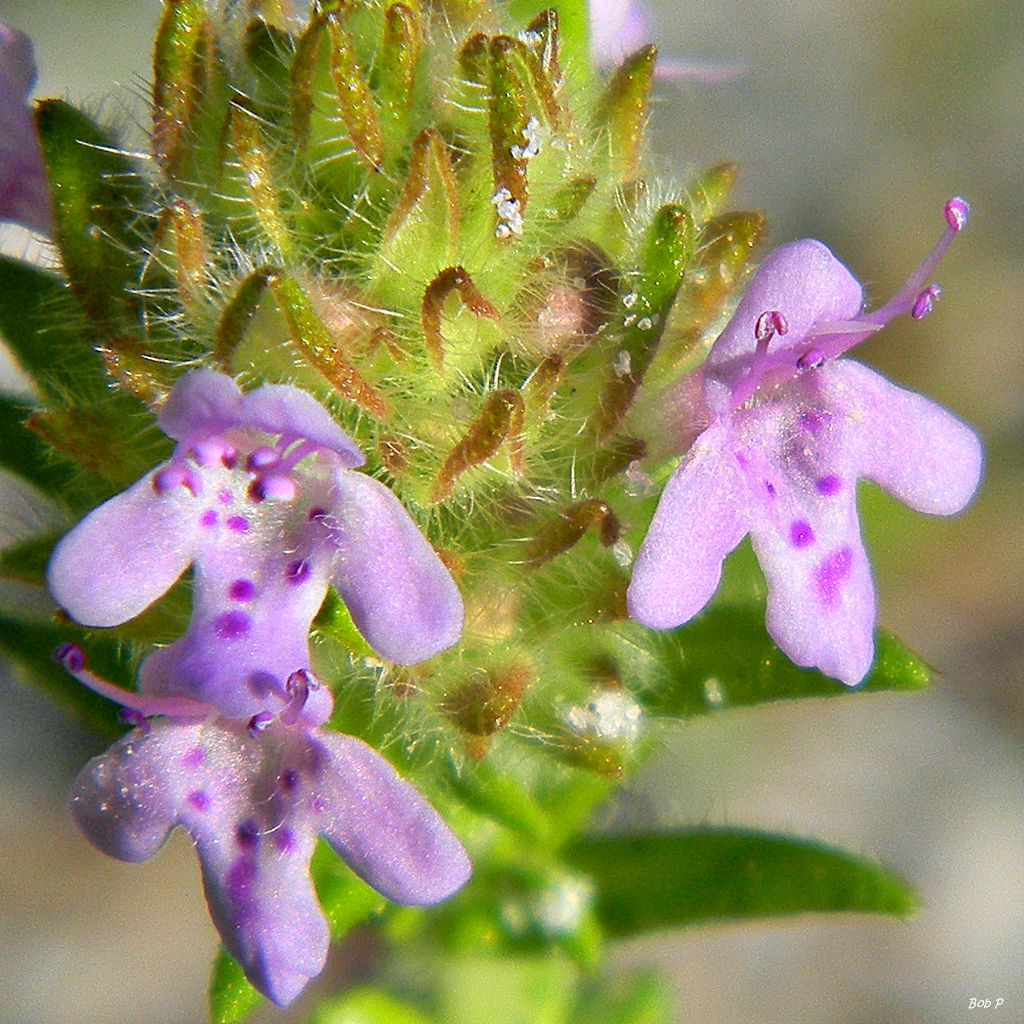
Piloblephis rigida
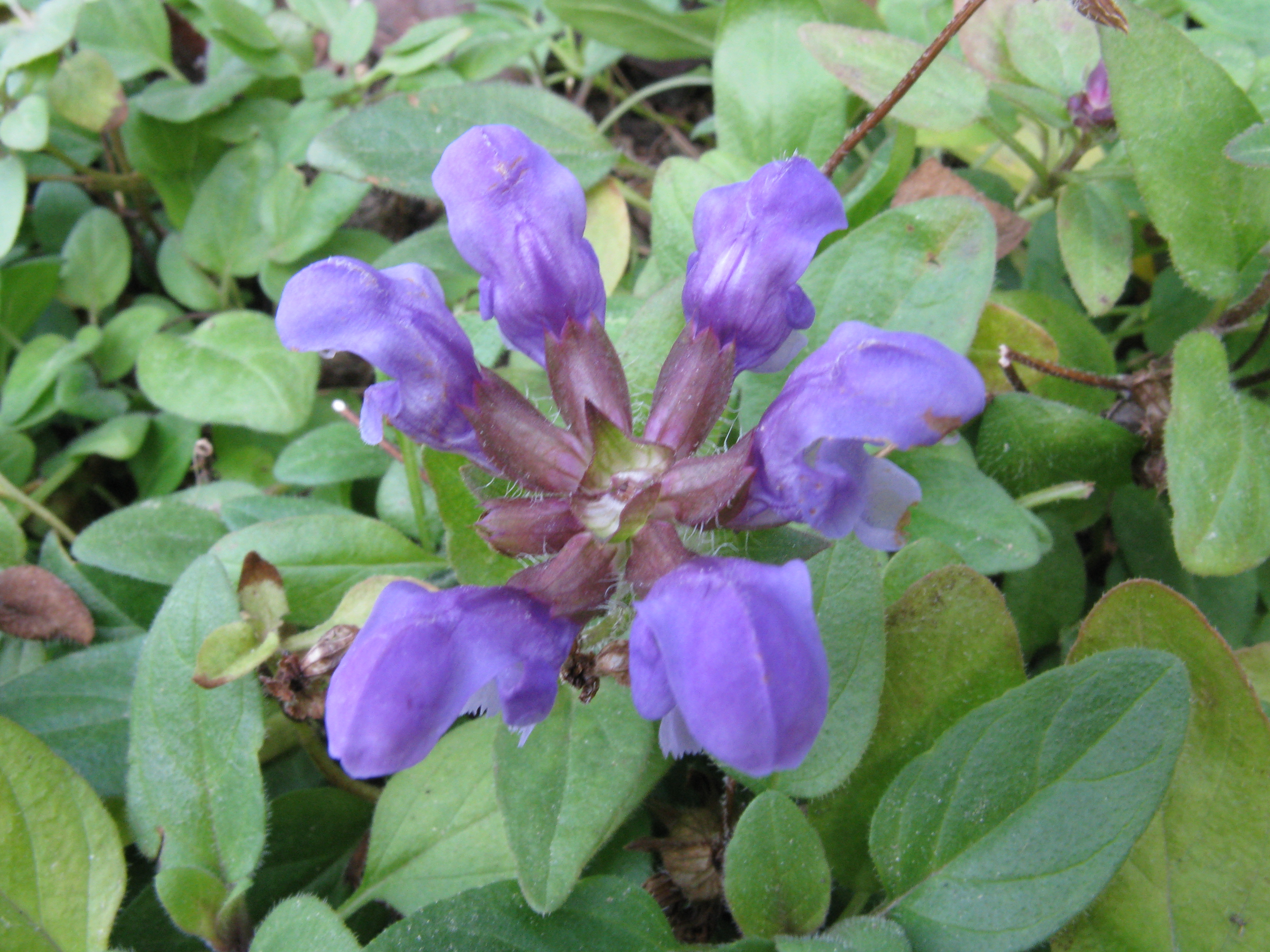
Prunella grandiflora
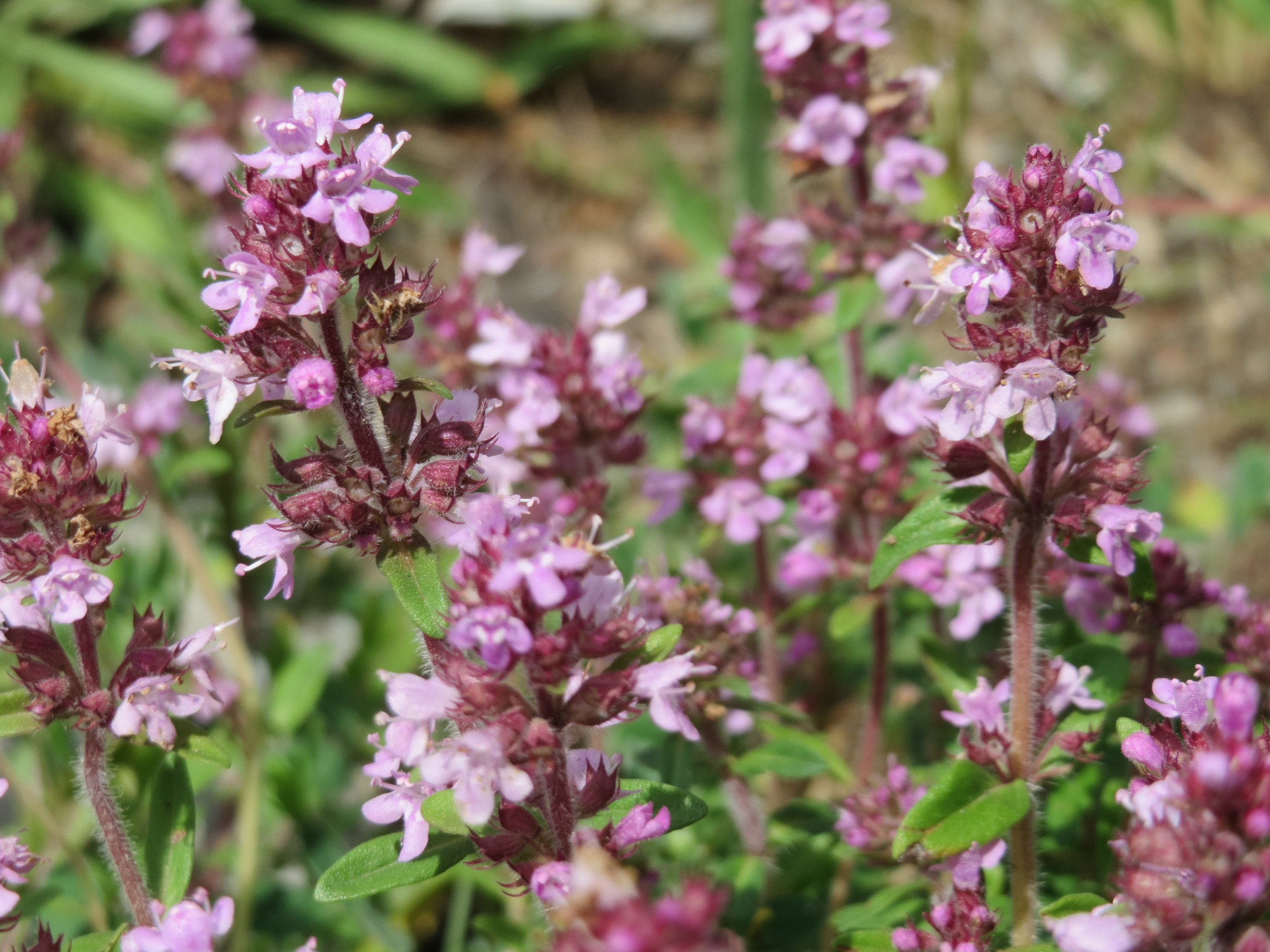
Thymus serpyllum
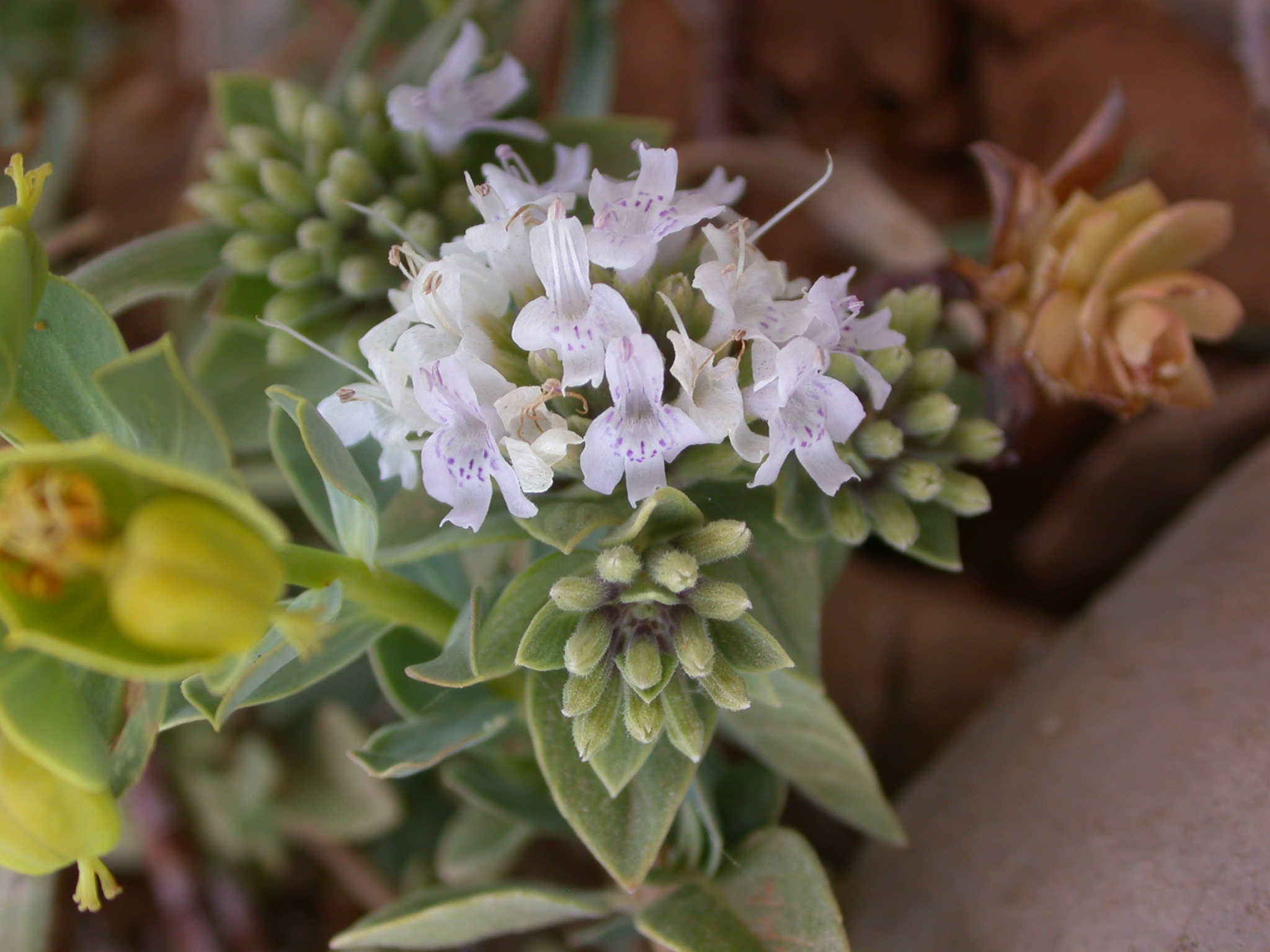
Ziziphora clinopodioides